# The Classic Christmas Album
The Classic Christmas Album es un álbum de estudio de temática navideña del cantautor estadounidense Neil Diamond, publicado el 8 de octubre de 2013 por Sony Legacy.

## Lista de canciones
1. "White Christmas" - 3:58
2. "Joy To The World" - 2:38
3. "O Come All Ye Faithful" - 4:16
4. "The First Noel" - 3:36
5. "Winter Wonderland" - 2:44
6. "You Make It Feel Like Christmas" - 3:39
7. "The Christmas Song" - 3:32
8. "O Holy Night" - 3:29
9. "Silver Bells" - 3:06
10. "Sleigh Ride" - 2:43
11. "Have Yourself A Merry Little Christmas" - 4:45
12. "Silent Night" - 4:04